# Neuroleon (Neuroleon) nigriventris
Neuroleon (Neuroleon) nigriventris is een insect uit de familie van de mierenleeuwen (Myrmeleontidae), die tot de orde netvleugeligen (Neuroptera) behoort. 
Neuroleon (Neuroleon) nigriventris is voor het eerst wetenschappelijk beschreven door Navás in 1913.